# سانتياغو جيوردانا
سانتياغو جيوردانا (بالإسبانية: Santiago Giordana)‏ (3 مايو 1995 في الأرجنتين - ) هو لاعب كرة قدم أرجنتيني في مركز مهاجم ‏.

## روابط خارجية
- سانتياغو جيوردانا على موقع قاعدة بيانات كرة القدم.إي يو (الإنجليزية)
- سانتياغو جيوردانا على موقع Soccerway.com (الإنجليزية)